# Upleatham
Upleatham är en by i civil parish Guisborough, i distriktet Redcar and Cleveland, i grevskapet North Yorkshire, i England. Byn är belägen 14 km från Middlesbrough. Upleatham var en civil parish fram till 1974 när blev den en del av Guisborough. Civil parish hade 121 invånare år 1951. Byn nämndes i Domedagsboken (Domesday Book) år 1086, och kallades då Upelider.